# انجمن ملی تولیدکنندگان برقی

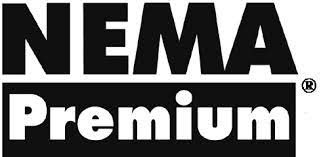
لوگوی انجمن ملی تولیدکنندگان برقی

انجمن ملی تولیدکنندگان برقی (به انگلیسی: National Electrical Manufacturers Association) (تأسیس ۱۹۲۶) مشهور به NEMA، یک سازمان آمریکایی است که در زمینه استانداردهای مورد استفاده در صنایع، مهندسی و پزشکی فعالیت دارد.